# Zastava Gvadalupe
Gvadalupa, prekomorska regija i departman Francuske koji se nalazi na Karibima, nema službenu zastavu osim francuske državne zastave.

## Ostale zastave
Francuska trobojnica je službena državna zastava koja se koristi u Guadeloupeu.
Osim francuske zastave, kao regionalna zastava često se koristi ispisani regionalni logo na bijelom polju, slično praksi u Mayotteu i Réunionu. Grb Guadeloupea prikazuje stilizirano sunce i pticu na zelenom i svijetloplavom kvadratu sa žuto podvučenim indeksom REGION GUADELOUPE .
Lokalno korištena neslužbena zastava, temeljena na grbu glavnog grada Guadeloupea Basse-Terrea, ima crno ili crveno polje sa žutim suncem s 30 zraka i zelenom šećernom trskom te plavu prugu s tri žuta ljiljana na vrh.
Pokret za nezavisnost Narodna unija za oslobođenje Guadeloupea predložila je nacionalnu zastavu. Ima neke sličnosti s nacionalnom zastavom Surinama ().

## Galerija
- Neslužbena lokalna zastava
- Neslužbena lokalna zastava u crvenoj varijanti
- Zastava koju je 1978. predložila Narodna unija za oslobođenje Guadeloupea, najpopularnija na otočju, slična zastavi Surinama
- Zastava koju je od 1963. do 1977. predlagala Groupe d'organisation nationale de la Guadeloupe (GONG).

## Vanjske poveznice
- Guadeloupe (France, Overseas Department) na stranicama Flags of the World

- Guadeloupe (France): Independentist organizations na stranicama Flags of the World